# Liste der Baudenkmäler in Tettau (Oberfranken)
Auf dieser Seite sind die Baudenkmäler in dem oberfränkischen Markt Tettau zusammengestellt. Diese Tabelle ist eine Teilliste der Liste der Baudenkmäler in Bayern. Grundlage ist die Bayerische Denkmalliste, die auf Basis des Bayerischen Denkmalschutzgesetzes vom 1. Oktober 1973 erstmals erstellt wurde und seither durch das Bayerische Landesamt für Denkmalpflege geführt wird. Die folgenden Angaben ersetzen nicht die rechtsverbindliche Auskunft der Denkmalschutzbehörde.

Diese Liste gibt den Fortschreibungsstand vom 29. August 2023 wieder und enthält 16 Baudenkmäler, darunter ein bereits abgegangenes Objekt.

## Baudenkmäler nach Gemeindeteilen

### Tettau
| Lage                                    | Objekt                                              | Beschreibung | Akten-Nr.                       | Bild                                 |
| --------------------------------------- | --------------------------------------------------- | --- | ------------------------------- | ------------------------------------ |
| Christian-Müller-Straße 44 (Standort)   | Grenzstein, sogenannter Dreiherrenstein             | Sandstein, beschädigter dreieckiger Wappenstein mit dem hochfürstlich-brandenburgischen, dem bischöflich-bambergischen und dem fürstlich-coburgischen Wappen, bezeichnet „1729“ | D-4-76-179-12 Wikidata          | weitere Bilder                       |
| Friedhofsweg 1 (Standort)               | Evangelisch-lutherische Pfarrkirche Ad Portam Coeli | Saalbau mit eingezogenem Schluss, Sakristeianbau, 1646, Mansardwalmdach und Westturm mit welscher Haube von 1730/33; mit Ausstattung | D-4-76-179-1 Wikidata           | weitere Bilder                       |
| Siedlungsstraße 14 (Standort)           | Katholische Filialkirche Christkönig                | Saalbau mit Satteldach und eingezogenem Chor, Chorflankenturm mit Zeltdach, Jugendheim, 1955 von Josef Rauschen | D-4-76-179-16 Wikidata          | Katholische Filialkirche Christkönig |
| Wildbergstraße 8 (Standort)             | Alte Schule                                         | Erdgeschossiger Blockbau mit Halbwalmdach, 1783 über Unterbau des 17. Jahrhunderts, modern verkleidet | D-4-76-179-3 Wikidata           | Alte Schule                          |
| An der Grenze nach Thüringen (Standort) | Grenzstein                                          | Mit Wappen des Markgraftums Bayreuth und des Herzogtums Sachsen, 1725 Der Landesgrenzstein Nr. 32 zeigt an der bayerischen Seite das Wappen des Markgraftums Bayreuth, den Brandenburger Adler mit dem gevierten Hohenzollern-Schild, und darunter das Fragment „172“ der Jahreszahl 1725. Eine ursprünglich vorhandene Inschrift ist ausgeschlagen; sie lautete wahrscheinlich „G W M Z B“ (= Georg Wilhelm Markgraf zu Brandenburg). Die nach Thüringen weisende Seite zeigt das nur noch fragmentarisch erhaltene Wappen des Herzogtums Sachsen, darunter die Jahreszahl 1725 und darüber das Fragment der Inschrift „E H“, ursprünglich wohl „I E H Z S“ (= Johann Ernst Herzog zu Sachsen). | D-4-76-179-4 Wikidata           | BW                                   |
| An der Grenze nach Thüringen (Standort) | Grenzstein                                          | Mit Wappen des Markgraftums Bayreuth und des Herzogtums Sachsen, 1725 Die in Richtung Bayern weisende Seite des Landesgrenzsteins Nr. 63 zeigt das nur noch schlecht erhaltene Wappen des Markgraftums Bayreuth und darunter die Jahreszahl 1725. Die Inschrift über dem Wappen ist nur fragmentarisch erhalten; sie lautete einst wohl „G W M Z B“ (= Georg Wilhelm Markgraf zu Brandenburg). Die thüringische Seite trägt das Wappen des Herzogtums Sachsen, unter dem die Jahreszahl 1725 eingemeißelt ist. Über dem Wappen befinden sich die Fragmente der Inschrift „I E H Z“, ursprünglich wohl „I E H Z S“ (= Johann Ernst Herzog zu Sachsen).                                            | D-4-76-179-4 zugehörig Wikidata | weitere Bilder                       |
| An der Grenze nach Thüringen (Standort) | Grenzstein                                          | Mit Wappen des Markgraftums Bayreuth und des Herzogtums Sachsen, 1725 Die bayerische Seite des Landesgrenzsteins Nr. 119 zeigt das Wappen des Markgraftums Bayreuth, darunter die Jahreszahl der Steinsetzung 1725. Über dem Wappen befindet sich die nur fragmentarisch erhaltene Inschrift „M“, einst wohl „G W M Z B“ (= Georg Wilhelm Markgraf zu Brandenburg). Die nach Thüringen weisende Steinseite trägt das Wappen des Herzogtums Sachsen und darüber die nur als Fragment erhaltene Inschrift „E H Z“, ursprünglich vermutlich „I E H Z S“ (= Johann Ernst Herzog zu Sachsen). Unter dem Wappen ist wiederum die Jahreszahl 1725 eingemeißelt.                                         | D-4-76-179-4 zugehörig Wikidata | BW                                   |
| An der Grenze nach Thüringen (Standort) | Grenzstein                                          | Der Landesgrenzstein Nr. 1 trägt auf der bayerischen Seite das Wappen des Markgraftums Bayreuth und darunter die Jahreszahl der Steinsetzung 1720, die nach Thüringen weisende Seite zeigt das Wappen der Herzogtums Sachsen und darunter die Inschrift „Grentz und Geleits Stein“ und die Jahreszahl 1720. Der Grenzstein hatte zwei Vorgänger, die 1997 bei der Sicherung des Wappensteins aufgrund des bevorstehenden Ausbaus der benachbarten Straße unter dem Stein aufgefunden wurden. Nach Abschluss der Straßenbauarbeiten wurde der Landesgrenzstein Nr. 1 im Jahr 2001 wieder an seinem alten Standort aufgestellt.                                                                    | D-4-76-179-5 Wikidata           | weitere Bilder                       |

### Kleintettau
| Lage                                         | Objekt           | Beschreibung | Akten-Nr.              | Bild             |
| -------------------------------------------- | ---------------- | --- | ---------------------- | ---------------- |
| Christian-Hammerschmidt-Straße 17 (Standort) | Wohnhaus         | Zweigeschossiger Halbwalmdachbau, Fachwerk verputzt, wohl 18. Jahrhundert                                                                             | D-4-76-179-7 Wikidata  | Wohnhaus         |
| Christian-Hammerschmidt-Straße 52 (Standort) | Fabrikantenvilla | Zweigeschossiger Krüppelwalmdachbau mit Risalit und Schwebgiebel, Sichtziegelmauerwerk und Sandsteingliederung, Baugeschäft Richard Eichhorn, 1908/09 | D-4-76-179-20 Wikidata | Fabrikantenvilla |

### Langenau
| Lage                                    | Objekt                                                | Beschreibung | Akten-Nr.                        | Bild                              |
| --------------------------------------- | ----------------------------------------------------- | --- | -------------------------------- | --------------------------------- |
| Am Berg 11 (Standort)                   | Kleinhaus, sogenanntes Gütlerhaus                     | Erdgeschossiger Satteldachbau mit Kniestock, altdeutsche Schiefereindeckung | D-4-76-179-15 Wikidata           | Kleinhaus, sogenanntes Gütlerhaus |
| Am Berg 11 (Standort)                   | Stadel mit Kleintierställen                           | Satteldach, um 1870 | D-4-76-179-15 zugehörig Wikidata | BW                                |
| Frankenwaldstraße 7 (Standort)          | Evangelisch-lutherische Pfarrkirche St. Christophorus | Saalbau mit Satteldach 1652/53, gestufter Turm 1731/32; mit Ausstattung | D-4-76-179-8 Wikidata            | weitere Bilder                    |
| Pfarrgasse 2 (Standort)                 | Ehemaliges Pfarrhaus                                  | Zweigeschossiger Walmdachbau, verschiefert, 1776 | D-4-76-179-9 Wikidata            | Ehemaliges Pfarrhaus              |
| An der Grenze nach Thüringen (Standort) | Grenzstein                                            | Mit Wappen des Markgraftums Bayreuth und des Herzogtums Sachsen, 1725 Der Landesgrenzstein Nr. 197 trägt auf der bayerischen Seite das Wappen des Markgraftums Bayreuth, darunter die Jahreszahl der Steinsetzung 1725 und darüber die fragmentarische Inschrift „W M Z B“, ursprünglich wohl „G W M Z B“ (= Georg Wilhelm Markgraf zu Brandenburg). Die thüringische Seite zeigt das Wappen der Herzogtums Sachsen, darunter ebenfalls die Jahreszahl 1725 und darüber das Fragment der Inschrift „E H Z“, ursprünglich wohl „I E H Z S“ (= Johann Ernst Herzog zu Sachsen). | D-4-76-179-10 Wikidata           | weitere Bilder                    |
| An der Grenze nach Thüringen (Standort) | Grenzstein                                            | Mit Wappen des Hochstifts Bamberg und des Herzogtums Sachsen, 1608 Der Landesgrenzstein Nr. 11 zeigt auf der nach Thüringen gewandten Seite das Wappen des Herzogtums Sachsen. Die bayerische Seite trägt das Wappen des Hochstifts Bamberg und darüber die Jahreszahl 1608. Der Stein markierte offenbar einst an anderer Stelle die Grenze des Hochstifts Bamberg und wurde nach dessen Säkularisation im Jahr 1803 an seinen heutigen Standort, die ehemalige thünaisch-sächsische Grenze, versetzt.                                                                       | D-4-76-179-11 Wikidata           | BW                                |

### Schauberg
| Lage                                    | Objekt                       | Beschreibung | Akten-Nr.              | Bild                         |
| --------------------------------------- | ---------------------------- | --- | ---------------------- | ---------------------------- |
| Nähe Langenauer Straße (Standort)       | Privatfriedhof               | Grabsteine von 1844 bis 1967 | D-4-76-179-13 Wikidata | Privatfriedhof               |
| An der Grenze nach Thüringen (Standort) | Dreiherrenstein Sperbersbach | Dreiwappenstein von 1821 an Stelle eines älteren; bezeichnet mit „KB“ (Königreich Bayern) und „LL“ (Landgericht Lauenstein) auf der Nordostseite, „KB“ (Königreich Bayern) und „LT“ (Landgericht Teuschnitz) auf der Südostseite, dem Wappen des Herzogtums Sachsen-Meiningen und „SM“ (Sachsen-Meiningen) und „AS“ (Amt Sonneberg) auf der Westseite. | D-4-76-164-87 Wikidata | Dreiherrenstein Sperbersbach |

## Abgegangene Baudenkmäler
In diesem Abschnitt sind Objekte aufgeführt, die früher einmal in der Denkmalliste eingetragen waren, jetzt aber nicht mehr existieren, z. B. weil sie abgebrochen wurden. Aktennummern in diesem Abschnitt sind ehemalige, jetzt nicht mehr gültige Aktennummern.
| Lage                                           | Objekt          | Beschreibung | Akten-Nr.             | Bild     |
| ---------------------------------------------- | --------------- | --- | --------------------- | -------- |
| Alexanderhütte Kleintettauer Straße 3 ()       | Alte Dorfschule | Verschiefert, mit Lehrerwohnung, 1807 |                       |          |
| Alexanderhütte Schauberger Straße 1 (Standort) | Wohnhaus        | Zweigeschossiger Halbwalmdachbau, 1806, Traufseite verschiefert, Rücktrakt bezeichnet „1849“ Das Gebäude wurde 2022 abgebrochen, ist jedoch in der Denkmalliste mit Stand vom 29. August 2023 noch aufgeführt. | D-4-76-179-6 Wikidata | Wohnhaus |
| Tettau Friedhofsweg 2 ()                       | Wohnstallhaus   | Halbwalmdach, 1833 |                       |          |